# Willem Roukens

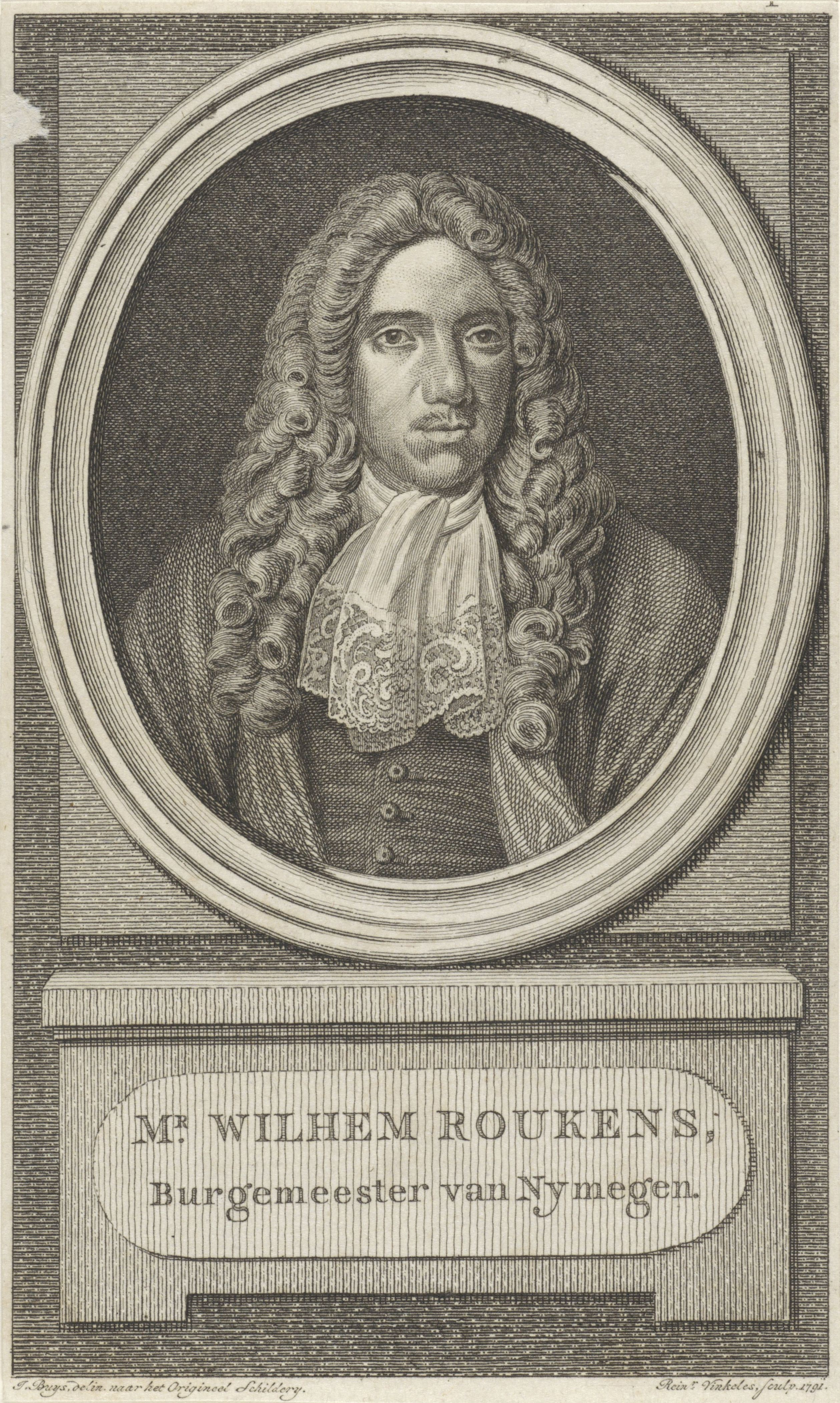
Getekend portret van Roukens naar het werk van een anoniem schilder

Willem Roukens (Nijmegen, circa 1633 — aldaar, 8 augustus 1705) was een Nijmeegse burgemeester in het begin van de 18e eeuw.

## Biografie
Roukens had rechten gestudeerd. Hij behoorde tot Nijmeegse elite die tijdens het stadhouderschap van Willem III de gang van zaken binnen het Nijmeegse stadsbestuur bepaalde. Deze groep regenten werd aangeduid met de Oude Plooi. Na de dood van Willem III ontstond er een machtsvacuüm in de stad. Een groep regenten die tot dusver niet aan bod was gekomen zag de kans schoon om bestuurlijk schoon schip te maken. Zij — de Nieuwe Plooi genoemd — zetten de oude bestuurders af en benoemden zich tot de nieuwe bestuurders van de stad. Burgemeester Willem Roukens wist met behulp van het garnizoen de macht te heroveren. Dit bleek een pyrrusoverwinning. In januari 1703 werd het stadhuis door de Nijmeegse bevolking veroverd. Burgemeester Roukens werd — met zijn medestanders — uit de stad verbannen. Roukens legde zich echter niet neer bij deze nederlaag. In augustus 1705 keerde hij met een groep medestanders terug in Nijmegen om het stadhuis te heroveren. Zijn poging faalde. Hij werd gevangengenomen en op 8 augustus 1705 ter dood gebracht. Hij werd onthoofd in Nijmegen.

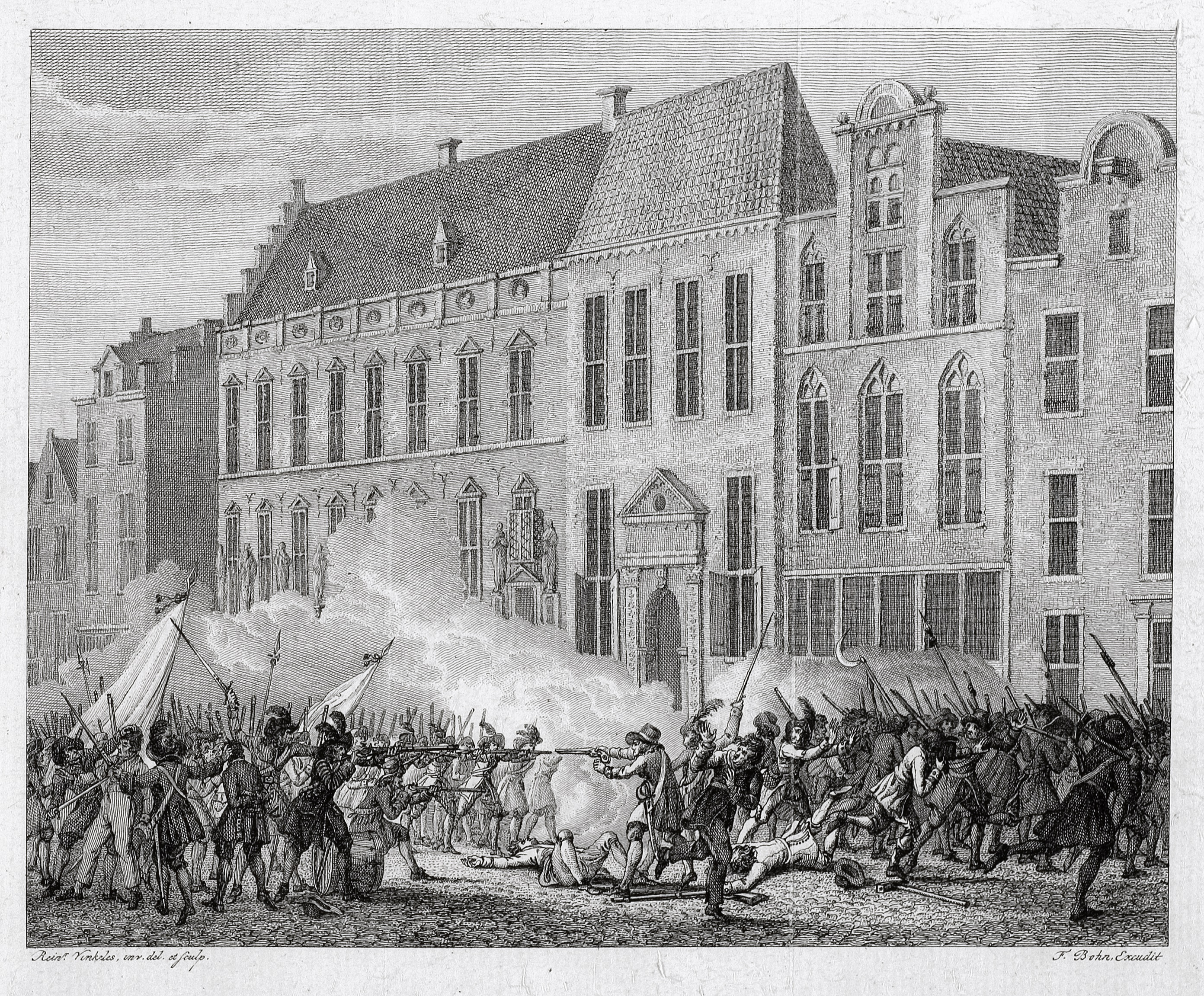
De onlusten in Nijmegen in 1705